# Proterocosma anarithma
Proterocosma anarithma är en fjärilsart som beskrevs av Edward Meyrick 1888. Proterocosma anarithma ingår i släktet Proterocosma och familjen fransmalar. Inga underarter finns listade i Catalogue of Life.